# Pitt-Greenville Airport

i7
i11
i13
Der Pitt-Greenville Airport (IATA: PGV, ICAO: KPGV) ist ein Flughafen im Bundesstaat der Vereinigten Staaten North Carolina und liegt an der Stadtgrenze der Universitätsstadt Greenville, drei Kilometer entfernt von der East Carolina University. Er ist mit einem Zubringer mit der Interstate 95 verbunden und liegt auf einer Höhe von 8 m über NN.

## Flughafeninfos
Der Airport war ursprünglich ein Militärflugplatz und dient heute dem inländischen, regionalen und privaten Flugverkehr. Er verfügt über ein Terminal und zwei Start- und Landebahnen.

## Fluggesellschaften und Ziele
Der Pitt-Greenville Airport wird von Piedmont Airlines unter der Fluggesellschaft American Eagle genutzt und bietet Verbindungsflüge zum Flughafen in Charlotte an.